# Alfred von Henikstein
Alfred Jan Křtitel Karel svobodný pán von Henikstein (německy Alfred Johann Baptist Karl Freiherr von Henikstein) (11. srpna 1810 Döbling – 29. ledna 1882 Vídeň) byl rakouský generál. V armádě sloužil od roku 1828 převážně v rakouských državách v Itálii. Vyznamenal se během revolučních let 1848–1849 a získal několik ocenění. Za války se Sardinií byl povýšen do hodnosti polního podmaršála a obdržel titul barona (1859). Ve funkci náčelníka generálního štábu selhal za prusko-rakouské války v roce 1866. Za svá pochybení byl povolán před válečný soud, proces ale osobně zastavil císař František Josef. Ještě v roce 1866 byl odeslán do penze a od té doby žil v soukormí.

## Životopis

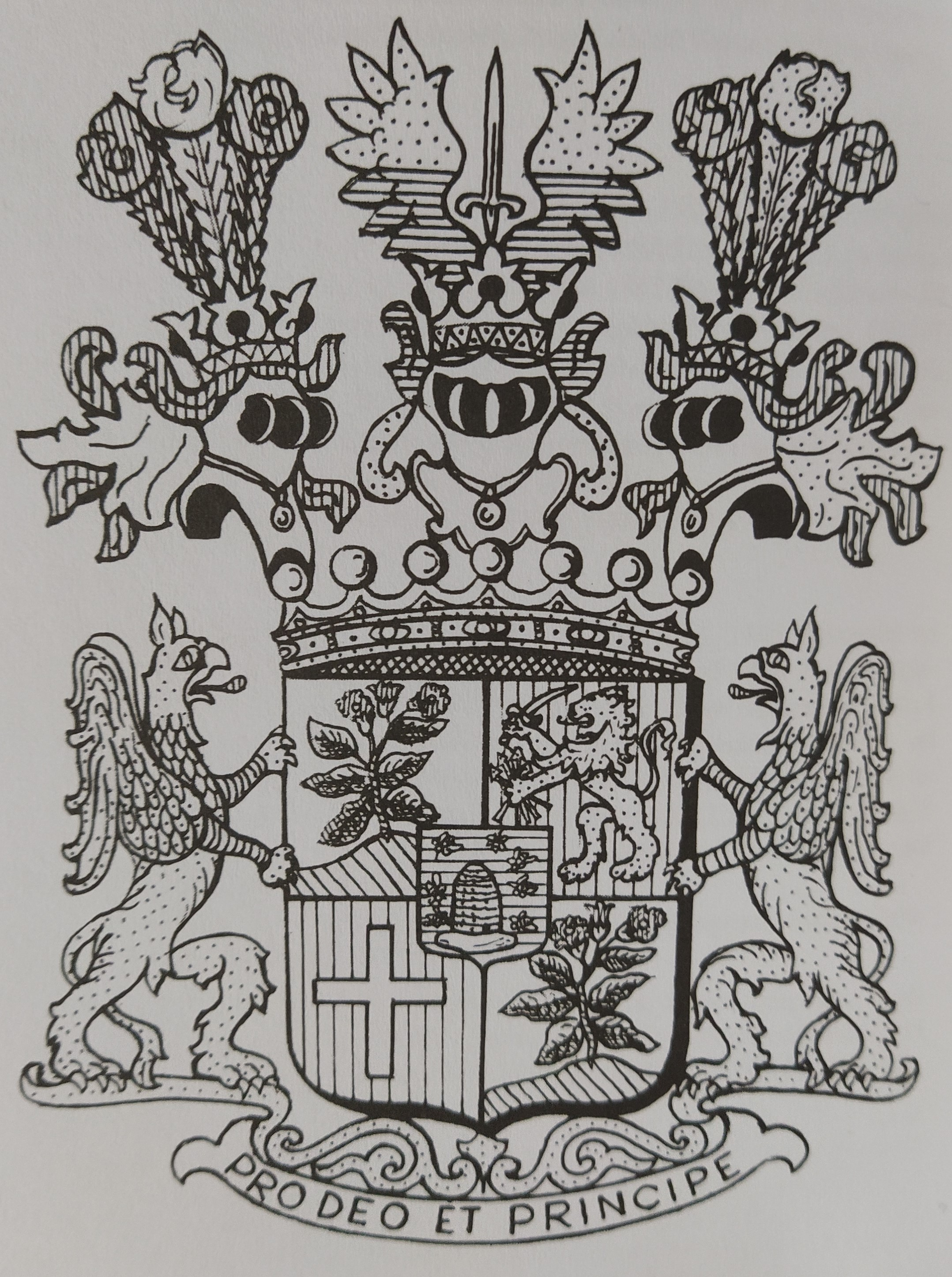
Erb rodu Heniksteinů

Pocházel z podnikatelské rodiny s židovskými kořeny (původní jméno Hönig). Byl synem velkoobchodníka a bankéře Josefa Heniksteina (1768–1838) a jeho manželky Elisabeth Zacherové ze Sonnensteinu (1770–1823). Studoval na inženýrské akademii a do armády vstoupil v roce 1828, již o rok později byl poručíkem. První roky své aktivní služby strávil v Itálii, kde působil u ženistů v Benátkách a Veroně. V roce 1832 byl povýšen na nadporučíka a v roce 1842 byl jmenován kapitánem. V revolučních letech 1848–1849 se vyznamenal nejprve v bojích v Itálii, poté se zúčastnil tažení proti maďarským povstalcům. V roce 1848 byl povýšen na majora a stal se důstojníkem generálního štábu, v roce 1849 byl již plukovníkem. Po porážce revoluce sloužil znovu v Itálii, později byl přeložen jako šéf štábu ke 4. armádnímu sboru do Haliče.
V roce 1854 byl povýšen do hodnosti generálmajora a jako velitel brigády sloužil nadále u 4. armádního sboru. V roce 1859 dosáhl hodnosti polního podmaršála a jako velitel divize u 9. armádního sboru se zúčastnil další války s Itálií. V letech 1860–1863 působil jako generální pobočník rakouské armády v Lombardsko-benátském království (pod toto armádní velitelství spadalo zároveň Tyrolsko, Korutany a oblast Rakouského Přímoří). Na přelomu let 1863–1864 zastával krátce funkci velitele 5. armádního sboru ve Veroně. V roce 1864 byl povolán do funkce náčelníka generálního štábu na ministerstvo války. K této funkci se necítil dostatečně kvalifikován a jmenování přijal až na druhou výzvu. Na začátku prusko-rakouské války byl jmenován náčelníkem generálního štábu Severní armády ve východních Čechách. Vzhledem ke své dlouholeté službě v Itálii nebyl vůbec obeznámen s geografií východních Čech a jeho dispozice se příliš neosvědčily. Ve svých aktivitách byl navíc limitován spory s vrchním velitelem Benedekem a nakonec byl odvolán těsně před bitvou u Hradce Králové. Prohrané bitvy se zúčastnil, ale po válce byl spolu s dalšími generály postaven před válečný soud. Henikstein plně přijal svou zodpovědnost, ale proces byl zastaven na přímý rozkaz císaře Františka Josefa. K datu 1. listopadu 1866 byl penzionován a od té doby žil v soukromí ve Vídni.
Zemřel ve Vídni 29. ledna 1882, pohřeb se konal o dva dny později v katedrále sv. Štěpána, poté byl pochován na vídeňském Centrálním hřbitově.

## Rodina
V roce 1835 se ve Veroně oženil se Santinou Schollovou (1818–1853), dcerou polního podmaršála a stavitele pevností Franze Scholla. Z jejich manželství se narodili dva synové a dvě dcery. Syn Gustav Alfred (1840–1909) dosáhl v armádě hodnosti polního podmaršála.
Jeho starší bratr Friedrich (1799–1869) sloužil také v armádě a dosáhl hodnosti plukovníka, další bratr Wilhelm (1800–1876) pokračoval v rodinné tradici v podnikání. Jejich sestra Karolína (1797–1844) byla manželkou diplomata, orientalisty a spisovatele Josefa von Hammer-Purgstall (1774–1856).

## Tituly a ocenění
Od dětství užíval šlechtický titul rytíře, který rodina získala v roce 1812. Za své vojenské zásluhy byl v roce 1859 povýšen do stavu svobodných pánů, titul platil i pro jeho bratry. Jako velitel armádního sboru obdržel v roce 1859 titul c. k. tajného rady s nárokem na oslovení Excelence. Od roku 1861 byl čestným majitelem 58. pěšího pluku dislokovaného v Budapešti, později ve Stanislavi. Během vojenské služby získal řadu ocenění především ve spojení se svými aktivitami během revoluce 1848-1849.

### Rakousko
- rytířský kříž Leopoldova řádu s válečnou dekorací (1849)
- Řád železné koruny III. třídy s válečnou dekorací (1849)
- Vojenský záslužný kříž s válečnou dekorací (1850)
- Služební odznak pro důstojníky III. třídy (1853)

### Zahraničí
- Řád svatého Vladimíra III. třídy (Rusko)
- komandér Řádu sv. Michaela (Bavorsko)
- komandér Řád Guelfů (Hannoversko)
- důstojník Řádu sv. Jiří a Sjednocení (Království Obojí Sicílie)
- komandér Danebrožského řádu (Dánsko)
- komandér Řádu růže (Brazílie)